# Hopman Cup 2003
De Hopman Cup 2003 (met de officiële naam Hyundai Hopman Cup) werd gehouden van zaterdag 28 december 2002 tot en met zaterdag 4 januari 2003 op een overdekte hardcourtbaan in de Burswood Dome in de Australische stad Perth. Het was de vijftiende editie van het tennistoernooi tussen landen die ieder een gemengd koppel afvaardigen. In dit toernooi bestaat een landenontmoeting uit drie partijen (rubbers): in het vrouwenenkelspel, mannenenkelspel en gemengd dubbelspel.
Titelverdediger was het team uit Spanje, waarin Arantxa Sánchez Vicario was vervangen door Virginia Ruano Pascual als spelpartner van Tommy Robredo. Zij kwamen niet verder dan de groepsfase.
In de eindstrijd wonnen de Amerikanen Serena Williams en James Blake van het Australische koppel Alicia Molik / Lleyton Hewitt. Het was de tweede titel voor de Verenigde Staten.
|                 |  |             |
| Serena Williams |  | James Blake |

## Deelnemers volgens ranglijstpositie
| Nr. | Land             | Groep | Team                                    | WTA+ATP- rang1 | Resultaat  |
| --- | ---------------- | ----- | --------------------------------------- | -------------- | ---------- |
| 1.  | Verenigde Staten | A     | Serena Williams / James Blake           | 1+28=29        | winnaars   |
| 2.  | België           | A     | Kim Clijsters / Xavier Malisse          | 4+25=29        | groepsfase |
| 3.  | Tsjechië         | B     | Dája Bedáňová / Jiří Novák              | 37+7=44        | groepsfase |
| 4.  | Slowakije        | B     | Daniela Hantuchová / Dominik Hrbatý     | 8+51=59        | groepsfase |
| 5.  | Italië           | B     | Silvia Farina-Elia / Davide Sanguinetti | 17+46=63       | groepsfase |
| 6.  | Australië        | B     | Alicia Molik / Lleyton Hewitt           | 94+1=95        | finale     |
| 7.  | Spanje           | A     | Virginia Ruano Pascual / Tommy Robredo  | 65+30=95       | groepsfase |
| 8.  | Paraguay         | A     | Rossana de los Ríos / Ramón Delgado     | 88+123=211     | voorronde  |
| 9.  | Oezbekistan      | A     | Iroda Tulyaganova / Oleg Ogorodov       | 55+166=221     | groepsfase |

1 Rang per 16 december 2002

## Voorronde
De twee laagstgeplaatste teams speelden om een plek in Groep A. Oezbekistan won.
| Vlag van Oezbekistan | Oezbekistan 2 | Perth, Australië 28 december 2002 hardcourt (i) | Perth, Australië 28 december 2002 hardcourt (i) | Perth, Australië 28 december 2002 hardcourt (i) | Paraguay 1 | Vlag van Paraguay |

|   |                                                                       |                                                                       | 1   | 2    | 3 |  |
| - | --------------------------------------------------------------------- | --------------------------------------------------------------------- | --- | ---- | - |  |
| 1 | Iroda Tulyaganova Rossana de los Ríos                                 | Iroda Tulyaganova Rossana de los Ríos                                 | 4 6 | 2 6  |   |  |
| 2 | Oleg Ogorodov Ramón Delgado                                           | Oleg Ogorodov Ramón Delgado                                           | 7 5 | 6 3  |   |  |
| 3 | Iroda Tulyaganova / Oleg Ogorodov Rossana de los Ríos / Ramón Delgado | Iroda Tulyaganova / Oleg Ogorodov Rossana de los Ríos / Ramón Delgado | 6 4 | 7 64 |   |  |

## Groepsfase

### Groep A

#### Klassement
| Pos. | Land                 | W | V | Rubbers | Sets |
| ---- | -------------------- | - | - | ------- | ---- |
| 1.   | Verenigde Staten (1) | 3 | 0 | 8–1     | 16–4 |
| 2.   | België (2)           | 2 | 1 | 6–3     | 14–8 |
| 3.   | Spanje (7)           | 1 | 2 | 3–6     | 7–13 |
| 4.   | Oezbekistan (9)      | 1 | 3 | 3–9     | 8–18 |
| 5.   | Paraguay (8)         | 0 | 1 | 1–2     | 2–4  |

#### België – Spanje
| Vlag van België | België 2 | Perth, Australië 30 december 2002 hardcourt (i) | Perth, Australië 30 december 2002 hardcourt (i) | Perth, Australië 30 december 2002 hardcourt (i) | Spanje 1 | Vlag van Spanje |

|   |                                                                       |                                                                       | 1    | 2   | 3        |  |
| - | --------------------------------------------------------------------- | --------------------------------------------------------------------- | ---- | --- | -------- |  |
| 1 | Kim Clijsters Virginia Ruano Pascual                                  | Kim Clijsters Virginia Ruano Pascual                                  | 6 1  | 6 0 |          |  |
| 2 | Xavier Malisse Tommy Robredo                                          | Xavier Malisse Tommy Robredo                                          | 61 7 | 6 3 | 3 6      |  |
| 3 | Kim Clijsters / Xavier Malisse Virginia Ruano Pascual / Tommy Robredo | Kim Clijsters / Xavier Malisse Virginia Ruano Pascual / Tommy Robredo | 2 6  | 7 5 | [10] [7] |  |

#### Verenigde Staten – Oezbekistan
| Vlag van Verenigde Staten | Verenigde Staten 3 | Perth, Australië 30 december 2002 hardcourt (i) | Perth, Australië 30 december 2002 hardcourt (i) | Perth, Australië 30 december 2002 hardcourt (i) | Oezbekistan 0 | Vlag van Oezbekistan |

|   |                                                                 |                                                                 | 1   | 2   | 3   |  |
| - | --------------------------------------------------------------- | --------------------------------------------------------------- | --- | --- | --- |  |
| 1 | Serena Williams Iroda Tulyaganova                               | Serena Williams Iroda Tulyaganova                               | 6 3 | 6 2 |     |  |
| 2 | James Blake Oleg Ogorodov                                       | James Blake Oleg Ogorodov                                       | 2 6 | 7 5 | 6 1 |  |
| 3 | Serena Williams / James Blake Iroda Tulyaganova / Oleg Ogorodov | Serena Williams / James Blake Iroda Tulyaganova / Oleg Ogorodov | 6 3 | 6 1 |     |  |

#### Verenigde Staten – Spanje
| Vlag van Verenigde Staten | Verenigde Staten 3 | Perth, Australië 31 december 2002 hardcourt (i) | Perth, Australië 31 december 2002 hardcourt (i) | Perth, Australië 31 december 2002 hardcourt (i) | Spanje 0 | Vlag van Spanje |

|   |                                                                      |                                                                      | 1   | 2   | 3 |  |
| - | -------------------------------------------------------------------- | -------------------------------------------------------------------- | --- | --- | - |  |
| 1 | Serena Williams Virginia Ruano Pascual                               | Serena Williams Virginia Ruano Pascual                               | 6 3 | 6 3 |   |  |
| 2 | James Blake Tommy Robredo                                            | James Blake Tommy Robredo                                            | 6 3 | 6 0 |   |  |
| 3 | Serena Williams / James Blake Virginia Ruano Pascual / Tommy Robredo | Serena Williams / James Blake Virginia Ruano Pascual / Tommy Robredo | 6 1 | 6 4 |   |  |

#### België – Oezbekistan
| Vlag van België | België 3 | Perth, Australië 1 januari 2003 hardcourt (i) | Perth, Australië 1 januari 2003 hardcourt (i) | Perth, Australië 1 januari 2003 hardcourt (i) | Oezbekistan 0 | Vlag van Oezbekistan |

|   |                                                                  |                                                                  | 1   | 2   | 3   |  |
| - | ---------------------------------------------------------------- | ---------------------------------------------------------------- | --- | --- | --- |  |
| 1 | Kim Clijsters Iroda Tulyaganova                                  | Kim Clijsters Iroda Tulyaganova                                  | 6 3 | 6 2 |     |  |
| 2 | Xavier Malisse Oleg Ogorodov                                     | Xavier Malisse Oleg Ogorodov                                     | 6 3 | 6 7 | 6 2 |  |
| 3 | Kim Clijsters / Xavier Malisse Iroda Tulyaganova / Oleg Ogorodov | Kim Clijsters / Xavier Malisse Iroda Tulyaganova / Oleg Ogorodov | 6 1 | 6 1 |     |  |

#### Spanje – Oezbekistan
| Vlag van Spanje | Spanje 2 | Perth, Australië 3 januari 2003 hardcourt (i) | Perth, Australië 3 januari 2003 hardcourt (i) | Perth, Australië 3 januari 2003 hardcourt (i) | Oezbekistan 1 | Vlag van Oezbekistan |

|   |                                                                          |                                                                          | 1   | 2   | 3 |  |
| - | ------------------------------------------------------------------------ | ------------------------------------------------------------------------ | --- | --- | - |  |
| 1 | Virginia Ruano Pascual Iroda Tulyaganova                                 | Virginia Ruano Pascual Iroda Tulyaganova                                 | 6 7 | 0 6 |   |  |
| 2 | Tommy Robredo Oleg Ogorodov                                              | Tommy Robredo Oleg Ogorodov                                              | 6 0 | 6 4 |   |  |
| 3 | Virginia Ruano Pascual / Tommy Robredo Iroda Tulyaganova / Oleg Ogorodov | Virginia Ruano Pascual / Tommy Robredo Iroda Tulyaganova / Oleg Ogorodov | 6 2 | 6 4 |   |  |

#### Verenigde Staten – België
| Vlag van Verenigde Staten | Verenigde Staten 2 | Perth, Australië 3 januari 2003 hardcourt (i) | Perth, Australië 3 januari 2003 hardcourt (i) | Perth, Australië 3 januari 2003 hardcourt (i) | België 1 | Vlag van België |

|   |                                                              |                                                              | 1   | 2   | 3        |  |
| - | ------------------------------------------------------------ | ------------------------------------------------------------ | --- | --- | -------- |  |
| 1 | Serena Williams Kim Clijsters                                | Serena Williams Kim Clijsters                                | 7 5 | 6 3 |          |  |
| 2 | James Blake Xavier Malisse                                   | James Blake Xavier Malisse                                   | 6 7 | 2 6 |          |  |
| 3 | Serena Williams / James Blake Kim Clijsters / Xavier Malisse | Serena Williams / James Blake Kim Clijsters / Xavier Malisse | 7 6 | 3 6 | [10] [5] |  |

### Groep B

#### Klassement
| Pos. | Land          | W | V | Rubbers | Sets  |
| ---- | ------------- | - | - | ------- | ----- |
| 1.   | Australië (6) | 3 | 0 | 8–1     | 17–3  |
| 2.   | Tsjechië (3)  | 2 | 1 | 5–4     | 13–12 |
| 3.   | Slowakije (4) | 1 | 2 | 4–5     | 9–11  |
| 4.   | Italië (5)    | 0 | 3 | 1–8     | 3–16  |

#### Australië – Italië
| Vlag van Australië | Australië 3 | Perth, Australië 29 december 2002 hardcourt (i) | Perth, Australië 29 december 2002 hardcourt (i) | Perth, Australië 29 december 2002 hardcourt (i) | Italië 0 | Vlag van Italië |

|   |                                                                       |                                                                       | 1   | 2   | 3 |           |
| - | --------------------------------------------------------------------- | --------------------------------------------------------------------- | --- | --- | - | --------- |
| 1 | Alicia Molik Silvia Farina-Elia                                       | Alicia Molik Silvia Farina-Elia                                       | 6 3 | 6 4 |   |           |
| 2 | Lleyton Hewitt Davide Sanguinetti                                     | Lleyton Hewitt Davide Sanguinetti                                     | 6 3 | 6 1 |   |           |
| 3 | Alicia Molik / Lleyton Hewitt Silvia Farina-Elia / Davide Sanguinetti | Alicia Molik / Lleyton Hewitt Silvia Farina-Elia / Davide Sanguinetti | 6 0 | 6 0 |   | walk-over |

#### Tsjechië – Slowakije
| Vlag van Tsjechië | Tsjechië 2 | Perth, Australië 29 december 2002 hardcourt (i) | Perth, Australië 29 december 2002 hardcourt (i) | Perth, Australië 29 december 2002 hardcourt (i) | Slowakije 1 | Vlag van Slowakije |

|   |                                                                |                                                                | 1    | 2    | 3        |  |
| - | -------------------------------------------------------------- | -------------------------------------------------------------- | ---- | ---- | -------- |  |
| 1 | Dája Bedáňová Daniela Hantuchová                               | Dája Bedáňová Daniela Hantuchová                               | 3 6  | 6 4  | 6 1      |  |
| 2 | Jiří Novák Dominik Hrbatý                                      | Jiří Novák Dominik Hrbatý                                      | 7 61 | 5 7  | 6 3      |  |
| 3 | Dája Bedáňová / Jiří Novák Daniela Hantuchová / Dominik Hrbatý | Dája Bedáňová / Jiří Novák Daniela Hantuchová / Dominik Hrbatý | 7 5  | 64 7 | [9] [11] |  |

#### Australië – Slowakije
| Vlag van Australië | Australië 3 | Perth, Australië 31 december 2002 hardcourt (i) | Perth, Australië 31 december 2002 hardcourt (i) | Perth, Australië 31 december 2002 hardcourt (i) | Slowakije 0 | Vlag van Slowakije |

|   |                                                                   |                                                                   | 1   | 2   | 3 |  |
| - | ----------------------------------------------------------------- | ----------------------------------------------------------------- | --- | --- | - |  |
| 1 | Alicia Molik Daniela Hantuchová                                   | Alicia Molik Daniela Hantuchová                                   | 6 4 | 6 2 |   |  |
| 2 | Lleyton Hewitt Dominik Hrbatý                                     | Lleyton Hewitt Dominik Hrbatý                                     | 6 2 | 6 0 |   |  |
| 3 | Alicia Molik / Lleyton Hewitt Daniela Hantuchová / Dominik Hrbatý | Alicia Molik / Lleyton Hewitt Daniela Hantuchová / Dominik Hrbatý | 7 6 | 7 6 |   |  |

#### Tsjechië – Italië
| Vlag van Tsjechië | Tsjechië 2 | Perth, Australië 1 januari 2003 hardcourt (i) | Perth, Australië 1 januari 2003 hardcourt (i) | Perth, Australië 1 januari 2003 hardcourt (i) | Italië 1 | Vlag van Italië |

|   |                                                                    |                                                                    | 1   | 2   | 3   |  |
| - | ------------------------------------------------------------------ | ------------------------------------------------------------------ | --- | --- | --- |  |
| 1 | Dája Bedáňová Silvia Farina-Elia                                   | Dája Bedáňová Silvia Farina-Elia                                   | 4 6 | 6 2 | 2 6 |  |
| 2 | Jiří Novák Davide Sanguinetti                                      | Jiří Novák Davide Sanguinetti                                      | 6 7 | 7 5 | 7 5 |  |
| 3 | Dája Bedáňová / Jiří Novák Silvia Farina-Elia / Davide Sanguinetti | Dája Bedáňová / Jiří Novák Silvia Farina-Elia / Davide Sanguinetti | 6 3 | 6 3 |     |  |

#### Australië – Tsjechië
| Vlag van Australië | Australië 2 | Perth, Australië 2 januari 2003 hardcourt (i) | Perth, Australië 2 januari 2003 hardcourt (i) | Perth, Australië 2 januari 2003 hardcourt (i) | Tsjechië 1 | Vlag van Tsjechië |

|   |                                                          |                                                          | 1   | 2   | 3        |  |
| - | -------------------------------------------------------- | -------------------------------------------------------- | --- | --- | -------- |  |
| 1 | Alicia Molik Dája Bedáňová                               | Alicia Molik Dája Bedáňová                               | 7 6 | 7 5 |          |  |
| 2 | Lleyton Hewitt Jiří Novák                                | Lleyton Hewitt Jiří Novák                                | 2 6 | 6 3 | 3 6      |  |
| 3 | Alicia Molik / Lleyton Hewitt Dája Bedáňová / Jiří Novák | Alicia Molik / Lleyton Hewitt Dája Bedáňová / Jiří Novák | 4 6 | 7 5 | [10] [4] |  |

#### Slowakije – Italië
| Vlag van Slowakije | Slowakije 3 | Perth, Australië 2 januari 2003 hardcourt (i) | Perth, Australië 2 januari 2003 hardcourt (i) | Perth, Australië 2 januari 2003 hardcourt (i) | Italië 0 | Vlag van Italië |

|   |                                                                             |                                                                             | 1   | 2    | 3 |  |
| - | --------------------------------------------------------------------------- | --------------------------------------------------------------------------- | --- | ---- | - |  |
| 1 | Daniela Hantuchová Silvia Farina-Elia                                       | Daniela Hantuchová Silvia Farina-Elia                                       | 6 4 | 6 3  |   |  |
| 2 | Dominik Hrbatý Davide Sanguinetti                                           | Dominik Hrbatý Davide Sanguinetti                                           | 6 3 | 7 64 |   |  |
| 3 | Daniela Hantuchová / Dominik Hrbatý Silvia Farina-Elia / Davide Sanguinetti | Daniela Hantuchová / Dominik Hrbatý Silvia Farina-Elia / Davide Sanguinetti | 8 3 |      |   |  |

## Finale

#### Verenigde Staten – Australië
| Vlag van Verenigde Staten | Verenigde Staten 3 | Perth, Australië 4 januari 2003 hardcourt (i) | Perth, Australië 4 januari 2003 hardcourt (i) | Perth, Australië 4 januari 2003 hardcourt (i) | Australië 0 | Vlag van Australië |

|   |                                                             |                                                             | 1   | 2   | 3 |  |
| - | ----------------------------------------------------------- | ----------------------------------------------------------- | --- | --- | - |  |
| 1 | Serena Williams Alicia Molik                                | Serena Williams Alicia Molik                                | 6 2 | 6 3 |   |  |
| 2 | James Blake Lleyton Hewitt                                  | James Blake Lleyton Hewitt                                  | 6 3 | 6 4 |   |  |
| 3 | Serena Williams / James Blake Alicia Molik / Lleyton Hewitt | Serena Williams / James Blake Alicia Molik / Lleyton Hewitt | 6 3 | 6 2 |   |  |